# Георги Тодоров (революционер)
Вижте пояснителната страница за други личности с името Георги Тодоров.
Георги Тодоров, известен като Доктора, е български учител, революционер, деец на Вътрешната македоно-одринска революционна организация.

## Биография
Георги Тодоров е роден през 1877 година в тетовското село Стенче, тогава в Османската империя, днес в Северна Македония. Учи в Битолската българска гимназия. Заедно с Търпен Марков от Вишени, Георги Баждаров от Горно Броди, Георги Христов от Шкрапари и Андрей Казепов от Ресен основава в Битоля ученически революционен кръжок на Българското тайно революционно братство, начело с Марков. Учителства в Тетовско, където влиза във ВМОРО.
Учител е в тракийското село Велика и ръководител на революционния комитет в селото. Избран е и за член на Малкотърновски революционен комитет. Делегат е на конгреса на Петрова нива и участва в Илинденско-Преображенското въстание.
Води чета в Тетовско, в която влизат Тодор Геров от Тетово, Блаже Тръпков Смилковски от Тетово, Спиро Нолев от Тетово, Саво Георгиев от село Сенце, Дебърско, Тоде Якимов от село Беловище, Тетовско, Тодор Томов от Кракорница, Дебърско, Арсо Янков от Горно Йеловце, Гостиварско, Симон Спасенов от Тетово и Младен Мишески от Тетово.
| Чета на Георги Тодоров, 20 май 1904 година | Чета на Георги Тодоров, 20 май 1904 година | Чета на Георги Тодоров, 20 май 1904 година | Чета на Георги Тодоров, 20 май 1904 година | Чета на Георги Тодоров, 20 май 1904 година |
| Номер                                      | Име                                        | Селище                                     | Околия                                     | Забележка                                  |
| ------------------------------------------ | ------------------------------------------ | ------------------------------------------ | ------------------------------------------ | ------------------------------------------ |
| 1.                                         | Георги Тодоров                             | Стенче                                     | Тетовска                                   |                                            |
| 2.                                         | Спиро Нолев                                | Тетово                                     | Тетовска                                   |                                            |
| 3.                                         | Блаже Тръпков                              | Тетово                                     | Тетовска                                   |                                            |
| 4.                                         | Тоде Якимов                                | Белоище                                    | Тетовска                                   |                                            |
| 5.                                         | Саво Георгиев                              | Сенце                                      | Дебърска                                   |                                            |
| 6.                                         | Тодор Томов                                | Кракорища                                  | Дебърска                                   |                                            |
| 7.                                         | Арсо Янев                                  | Горно Еловце                               | Гостиварска                                |                                            |

След въстанието в 1906 - 1907 година е учител в Горна Джумая и е член на околийския революционен комитет. Присъединява се към крилото на федералистите. След Младотурската революция се жени в Солун за сестрата на Екатерина Измирлиева - учителката Невена Измирлиева. По време на Балканската война като участник в четата на Тодор Паница участва в освобождението и впоследствие е назначен за кмет на град Драма. След Междусъюзническата война става адвокат в Гюмюрджина. През 1917 г. със съпругата си стават членове на местната организацията на БРСДП (т. с.).
След окупирането на Беломорска Тракия от гръцки войски те се местят в Бургас. След атентата в църквата „Света Неделя“ през 1925 година е арестуван и заточен на остров Света Анастасия. Заедно с група затворници успява да избяга в СССР, където по-късно емигрира и съпругата му. Впоследствие, както голяма част от избягалите комунисти, става жертва на сталинистките репресии през 30-те години. Съпругата му умира в СССР по време на Втората световна война.
Дъщеря им с Невена Мара Георгиева Измирлиева-Борисова, родена в Кукуш в 1902 година, в 1931 година става членка на ВКП (б). Арестувана е в 1937 година, изпратена в лагер и на заточение до 1954 година.